# Hartshead Moor
Hartshead Moor – osada w Anglii, w hrabstwie West Yorkshire, w dystrykcie Kirklees. Leży 17 km na południowy zachód od miasta Leeds i 268 km na północny zachód od Londynu.